# Перша Смолянка
Перша Смолянка — історична місцевість Житомира, колишнє передмістя.

## Розташування
Перша Смолянка розташована у південно-східній частині Житомира, в межах Корольовського адміністративного району. Разом з Другою Смолянкою та Кривим Бродом є складовою частиною значнішої місцевості Смолянки. Перша Смолянка знаходиться передусім вздовж Великої Бердичівської вулиці між Південною вулицею та Смолянським майданом. Зі сходу також обмежена річкою Малою Путятинкою (що перебуває у трубопроводах, а в районі маслозаводу виходить на поверхню), а з півночі та північного заходу — Єврейським кладовищем. 
Перша Смолянка межує з наступними місцевостями: з півночі — з Путятинкою, з північного сходу — зі Східним мікрорайоном, з південного сходу — з Другою Смолянкою, з півдня до Першої Смолянки прилучається місцина Кривий Брід, а із заходу — місцевість Музикалка (історична місцевість Липки).

## Історичні відомості
Місцевість почала формуватися у ХІХ ст. як передмістя уздовж стародавньої дороги з Житомира на Кодню та Бердичів через Станишівку (в межах міста тепер ця дорога є вулицями Великою Бердичівською, Івана Гонти). Назва «Смолянка» пояснюється тим, що здавна промислом місцевих жителів вважалося викурювання з деревини смоли в смолярнях (смолокурнях).
За картографічними даними трьохверстовки, виконаної станом на 1867-1875 рр., місцевість відома за назвою Слобода Смолянка Перша. На північ від місцевості на мапі показане єврейське кладовище, частина якого на правому березі Малої Путятинки існує дотепер. Забудова слободи Смолянки Першої зосереджувалася переважно вздовж шляху на Станишівку (нинішньої Великої Бердичівської вулиці).  
У другій половині ХІХ ст. на південно-східній околиці Першої Смолянки, поруч з нинішнім Смолянським майданом діяв шкіряний завод Кіммельфельда, а на північному заході знаходились церковні землі. Також поблизу розміщувались продовольчі склади (магазини), звідти походить назва Магазинної вулиці, п'ятьох Магазинних провулків, а також існуючої донедавна назви зупинки громадського транспорту «Магазин».
За даними перепису населення 1897р., передмістя Смолянка Перша налічувало 484 особи.
На початку ХХ ст. передмістя разом із розташованим південніше Кривим Бродом увійшло до складу міста Житомира. 
нинішня вулиця Велика Бердичівська у межах колишнього передмістя підписана як вулиця Перша Смолянка.
До 1958 року ділянка нинішньої Великої Бердичівської вулиці у межах колишнього передмістя Перша Смолянка, а саме від Південної вулиці до Смолянського майдану, мала однойменну назву вулиця Перша Смолянка. Показана як вулиця Перша Смолянка у межах колишнього передмістя на мапах міста 1941, 1942 рр. З 1958 року ця частина припинила бути самостійною вулицею та з того часу стала частиною вулиці Карла Маркса. У 1991 році історичну вулицю Першу Смолянку вирішено не вилучати зі складу колишньої вулиці Карла Маркса та надано назву вулиця Велика Бердичівська, хоча остання назва є історичною для іншої частини вулиці, а саме від Соборного майдану до вулиці Жуйка.
У 1955 році з Липок (музичної фабрики) до Першої Смолянки по вулиці Перша Смолянка збудовано трамвайну колію та здійснено запуск трамваю. У 1963 році здійснено будівництво тролейбусної лінії з подальшим улаштуванням на Смолянському майдані кільця, демонтаж якого здійснено пізніше внаслідок продовження у 1981 році лінії у напрямку Східного мікрорайону та паперової фабрики.